# Arrondissement de Plaisance
Arrondissement de Plaisance är ett arrondissement i Haiti.   Det ligger i departementet Nord, i den norra delen av landet, 130 km norr om huvudstaden Port-au-Prince. Antalet invånare är 90 812. Arean är 242 kvadratkilometer.
Terrängen i Arrondissement de Plaisance är kuperad.